# St. Peter (Konzen)

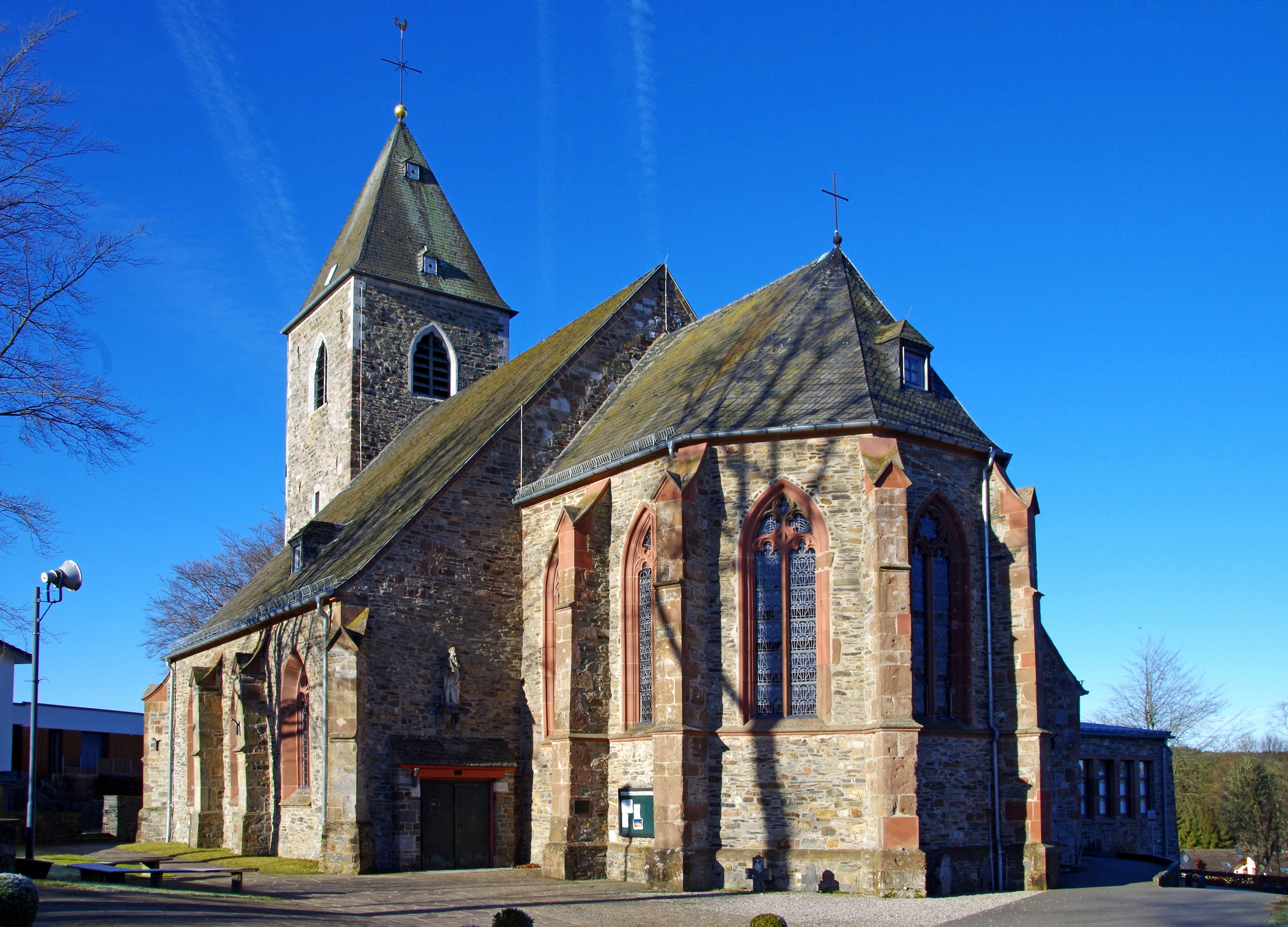
Pfarrkirche St. Peter

St. Peter  ist die römisch-katholische Pfarrkirche von Konzen, einem Ortsteil der Stadt Monschau in Nordrhein-Westfalen. Das Gotteshaus wird im Volksmund auch Mutterkirche des Monschauer Landes genannt.

## Geschichte
Um 1160 wurde eine Kirche als romanische Säulenbasilika erbaut. Diese wurde im 15. Jahrhundert mit spätgotischen Elementen umgebaut. Im Februar 1869 brannte sie durch einen Blitzeinschlag vollständig aus und wurde kurz darauf wiederaufgebaut.
Im Zweiten Weltkrieg wurde die Pfarrkirche durch Granatbeschuss bis auf das Mauerwerk zerstört. Der Wiederaufbau begann 1949. 1952 bis 1954 baute man an die Nordseite des Kirchenschiffes einen Erweiterungsbau an.
Im Jahr 2015 wurde der Erweiterungsbau zum Teil zurück- und zu einem Gemeindezentrum umgebaut. Der Gottesdienstraum wurde dadurch wieder in den alten Teil der Kirche verlagert und der Altar in den alten, gotischen Chor versetzt. Die Einweihung erfolgte am 15. November 2015.

## Ausstattung
Im Kirchenraum befindet sich ein Taufbecken aus dem 12. Jahrhundert sowie alte Grabplatten und wertvolle Heiligenfiguren. Die älteste Glocke stammt aus dem Jahre 1166. Die Buntglasfenster sind Werke von Anton Wendling aus den Jahren 1952 bis 1955.

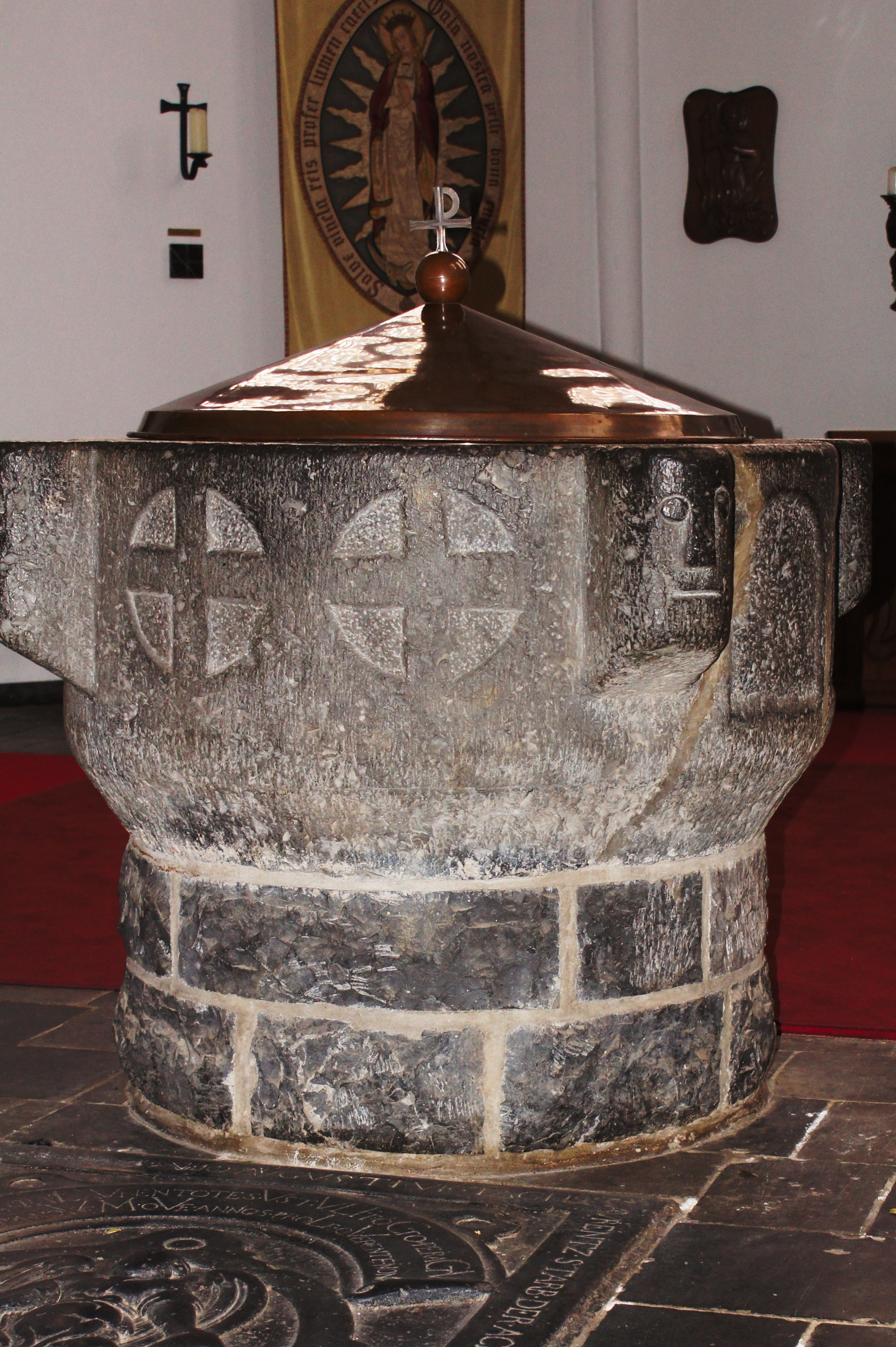
Taufbecken aus dem 12. Jh.
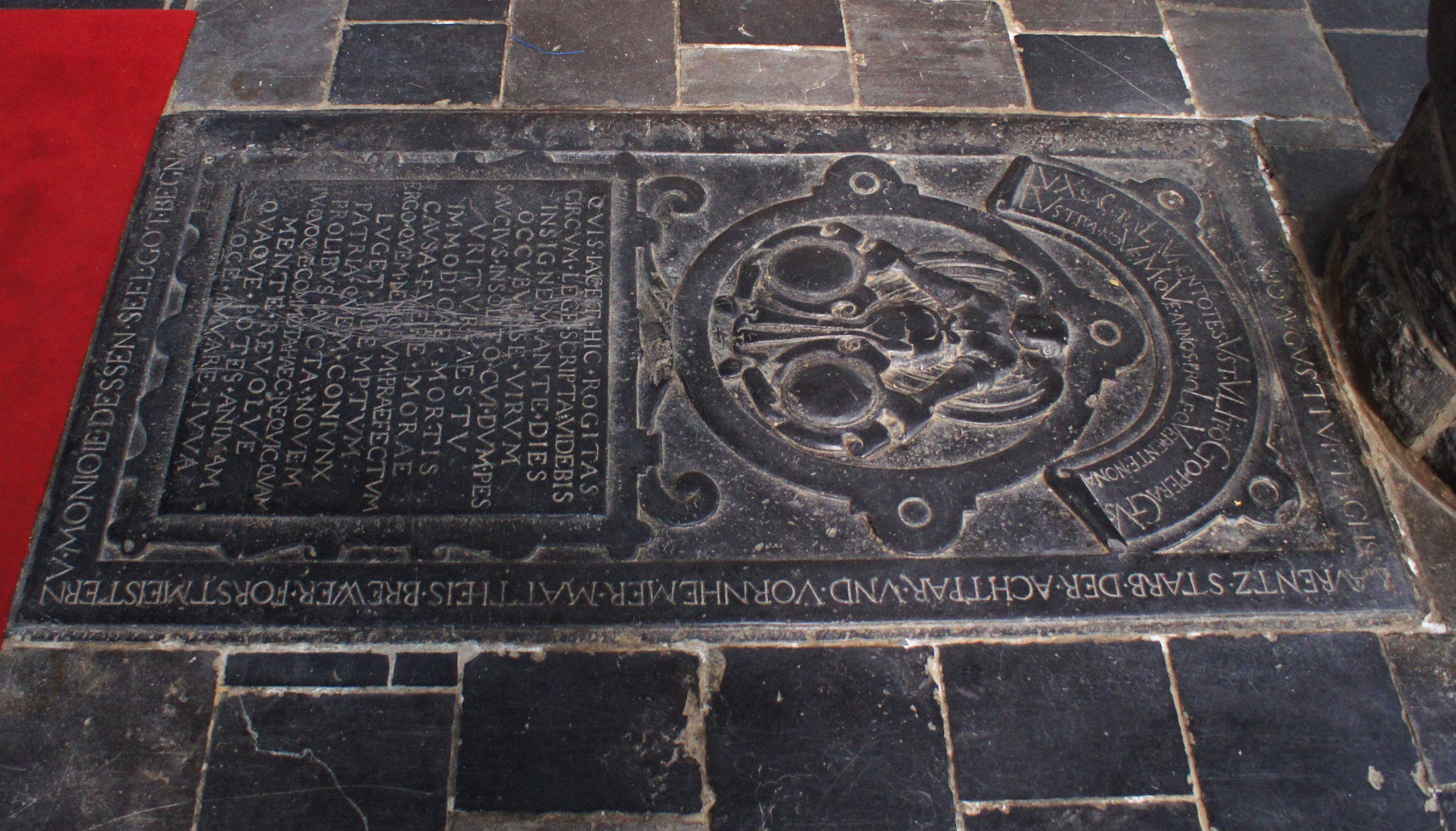
Platte im Boden vor dem Taufbecken
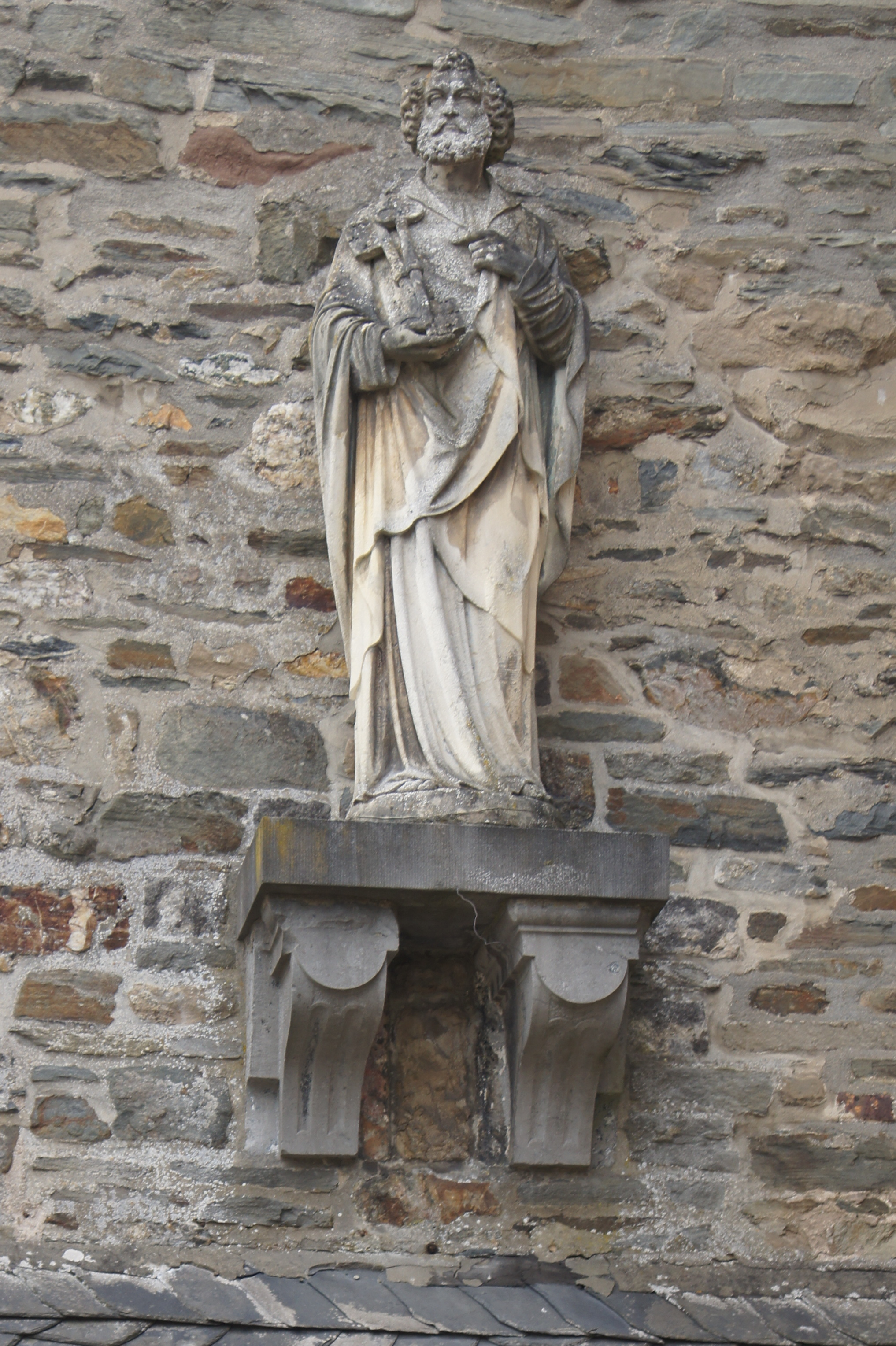
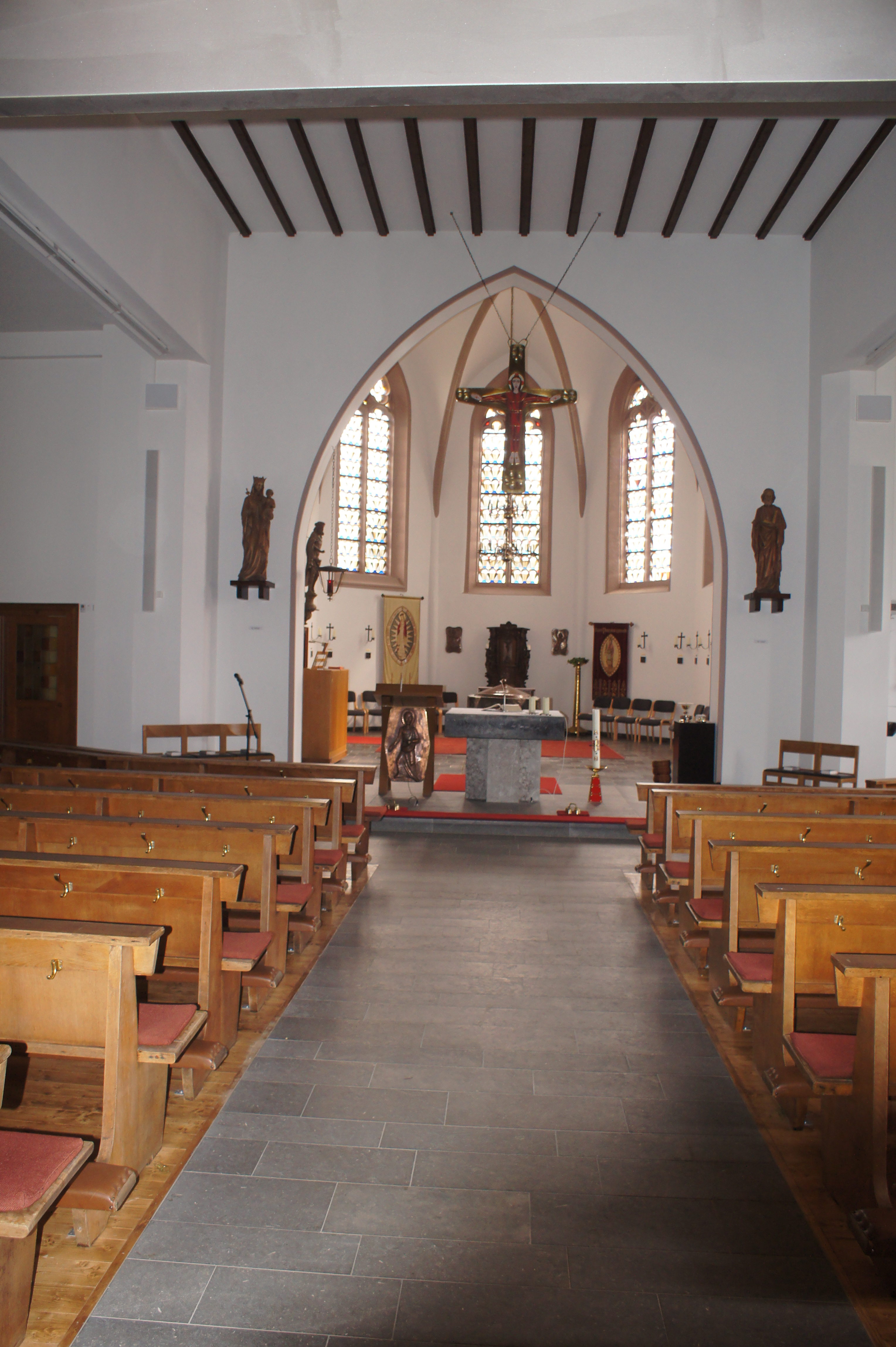
Innenraum
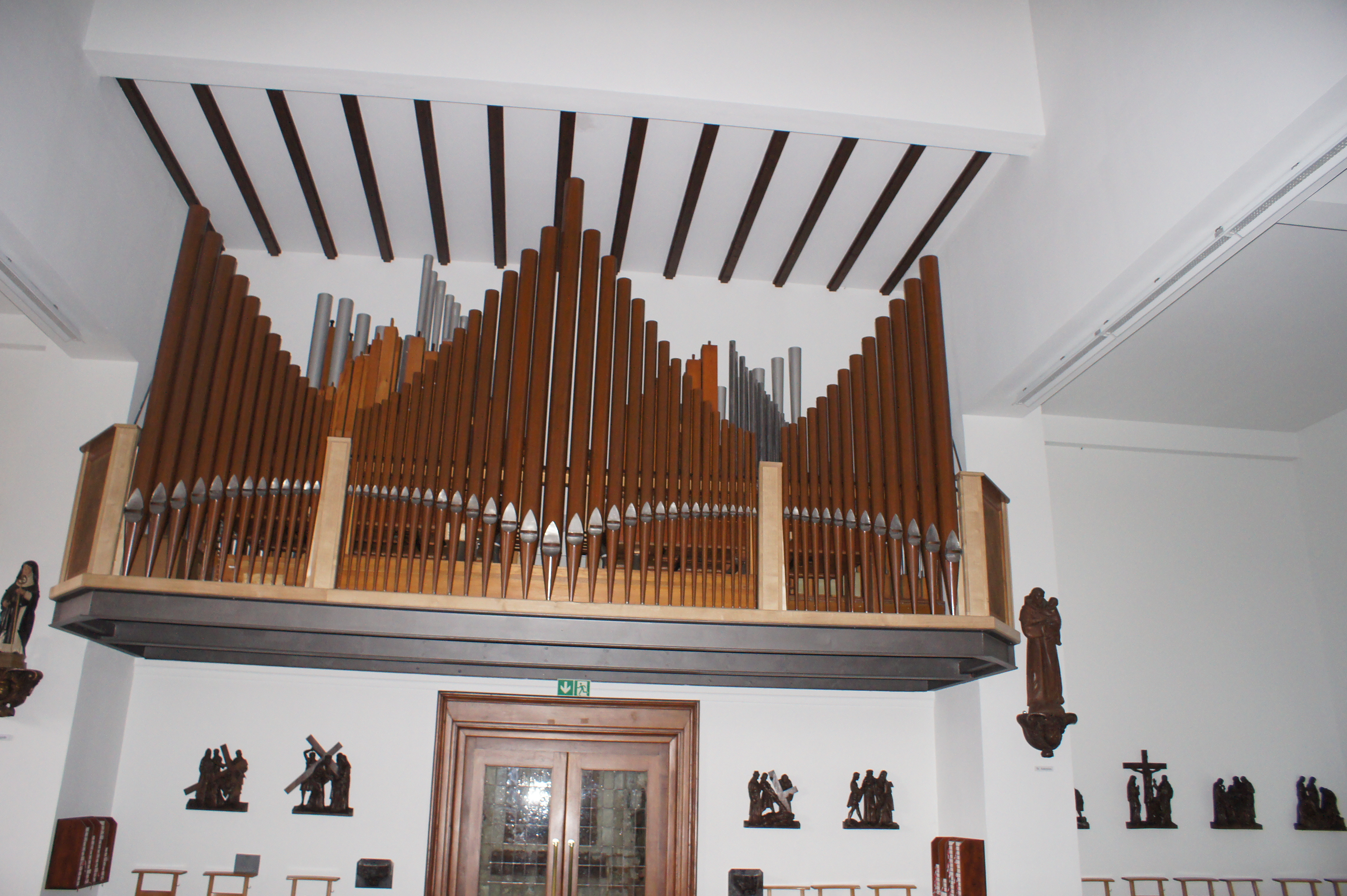
Orgel, gegenüber Altar
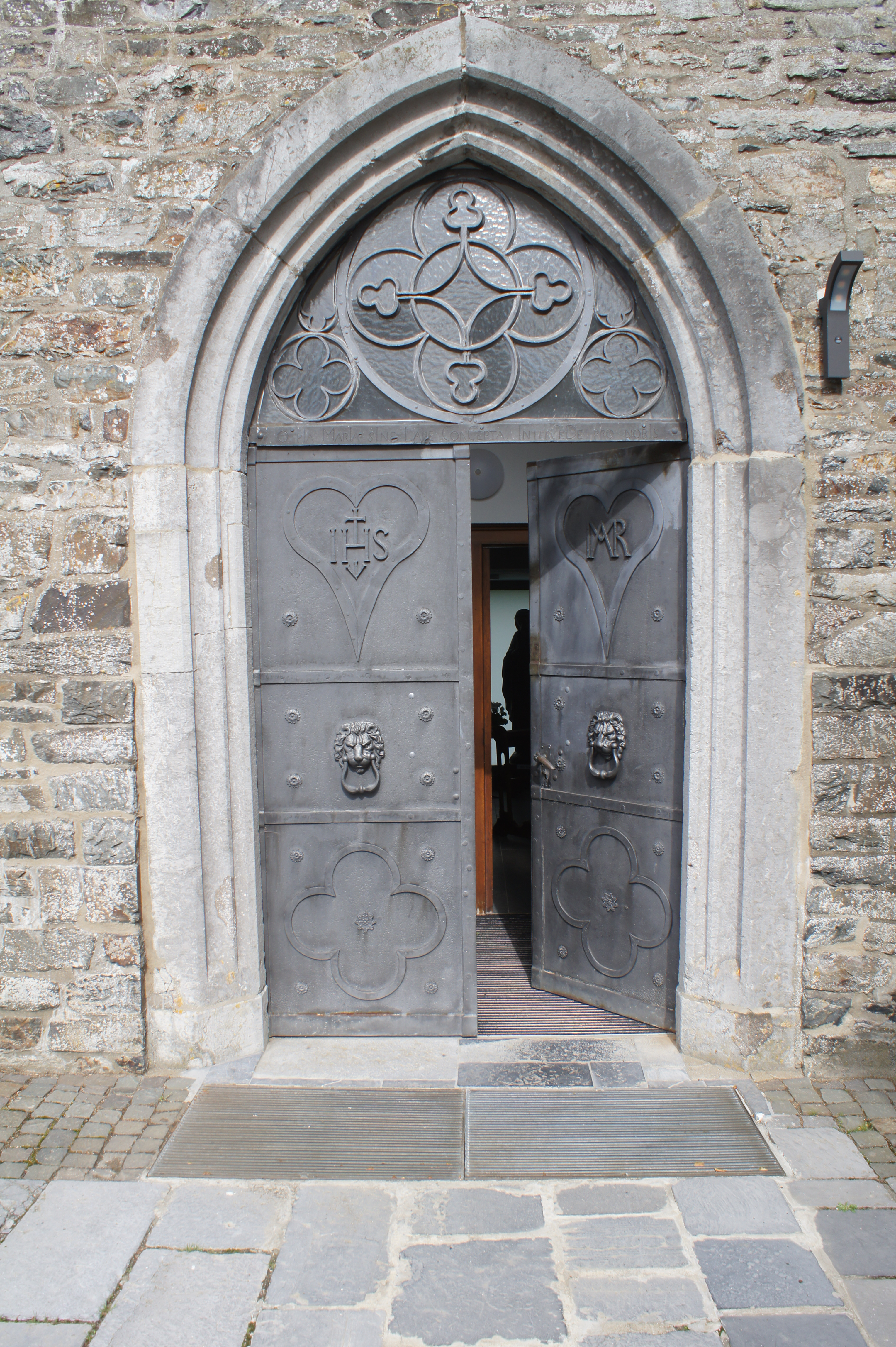
Eingang

## Glocken
Vom Turm der St.-Peter-Kirche in Konzern erklingt ein vierstimmiges Bronzeglockengeläut, welches 1955 von der Glockengießerei Otto aus Bremen-Hemelingen gegossen wurde. Die Schlagtonreihe der Glocken lautet: d' – f' – g' – a'. Die Glocken haben folgende Durchmesser: 1375 mm, 1156 mm, 1030 mm. 917 mm und wiegen zusammen 3700 kg.